# Victor McGuire
Victor McGuire (Liverpool, 17 marzo 1964) è un attore britannico.

## Biografia
Attivo in campo teatrale, televisivo e cinematografico, McGuire è apparso in oltre una dozzina di film, interpretando, tra gli altri, Ubaldo Piangi ne Il fantasma dell'Opera e Bar Patron ne Il risveglio della Forza. Oltre ad aver interpretato ruoli ricorrenti in serie televisive come Brookside e Doctors, McGuire ha recitato più volte anche nel West End londinese, apparendo sia in musical come Il violinista sul tetto che in opera di prosa come Il leone d'inverno.

## Filmografia parziale

### Cinema
- Lock & Stock - Pazzi scatenati (Lock, Stock and Two Smoking Barrels), regia di Guy Ritchie (1998)
- Pantaloncini a tutto gas (Thunderpants), regia di Peter Hewitt (2002)
- Il fantasma dell'Opera (The Phantom of the Opera), regia di Joel Schumacher (2004)
- Hellraiser: Hellworld, regia di Rick Bota (2005)
- Black Dahlia (The Black Dahlia), regia di Brian De Palma (2006)
- The Woman in Black, regia di James Watkins (2012)
- Spike Island, regia di Mat Whitecross (2012)
- Star Wars - Il risveglio della Forza (Star Wars: The Force Awakens), regia di J. J. Abrams (2015)
- Peterloo, regia di Mike Leigh (2018)
- La vita straordinaria di David Copperfield (The Personal History of David Copperfield), regia di Armando Iannucci (2019)

### Televisione
- Brookside – soap opera, 8 puntate (1983-1984)
- Casualty – serie TV, 5 episodi (1995-2003)
- Peak Practice – serie TV, 11 episodi (2001-2002)
- New Tricks - Nuove tracce per vecchie volpi (New Tricks) – serie TV, 1 episodio (2007)
- Mondo senza fine (World Without End) – miniserie TV, 2 puntate (2012)
- Trollied – serie TV, 38 episodi (2012-2017)
- Doctors – soap opera, 3 puntate (2014-2019)
- The Last Kingdom - serie TV, episodi 1x04-1x05 (2015)
- Chernobyl – miniserie TV, 1 puntata (2019)
- Kate & Koji – serie TV, 6 episodi (2020)
- The Crown – serie TV, episodio 5x05 (2022)
- A Small Light – miniserie TV, episodio 1x07 (2023)

## Doppiatori italiani
Nelle versioni in italiano delle opere in cui ha recitato, Victor McGuire è stato doppiato da:
- Fabio Boccanera in Lock & Stock - Pazzi scatenati
- Claudio Di Segni ne Il fantasma dell'Opera
- Bruno Governale in The Last Kingdom
- Roberto Fidecaro in Peterloo
- Roberto Stocchi in A Small Light